# Heteroconis helenae
Heteroconis helenae is een insect uit de familie van de dwerggaasvliegen (Coniopterygidae), die tot de orde netvleugeligen (Neuroptera) behoort. 
De wetenschappelijke naam Heteroconis helenae is voor het eerst geldig gepubliceerd door Sziráki in 2001.